# La siciliana ribelle
La siciliana ribelle è un film del 2009, diretto da Marco Amenta, ispirato alla storia vera di Rita Atria.

## Trama
Rita Mancuso è la figlia di un boss mafioso molto rispettato, Don Michele Mancuso, nei primi anni '80. Il giorno della sua prima comunione assiste all'assassinio del padre. Anni dopo, quando Rita ha già 17 anni, anche suo fratello Carmelo verrà ucciso. Decisa vendicarsi degli omicidi, si reca alla procura di Palermo, portando con sé, come prove, i diari che aveva scrupolosamente annotato sin da bambina con l'intento di fare arrestare gli assassini del padre e del fratello: da quel momento Rita diventa una testimone fondamentale per le indagini già in corso da tempo, ma è anche sulla lista di persone da uccidere.
Fuggendo dal suo paese, rientrerà nel "Programma Protezione Testimoni" e sarà trasferita a Roma, nella massima segretezza. Grazie al suo prezioso aiuto, la polizia cattura le persone da lei accusate e da tempo ricercate. Ma quando crede che tutto stia andando per il meglio, il giudice Paolo Borselli (ispirato al magistrato Paolo Borsellino), il magistrato che aveva seguito il suo caso fin dall'inizio, che per lei era diventato come un secondo padre, viene ucciso dall'esplosione di un'autobomba.
Rita, nello sconforto della sua solitudine e nel totale abbandono, contro le normative di massima segretezza che avrebbe dovuto rispettare, chiama il fidanzato Vito che aveva lasciato in Sicilia, rivelando la sua posizione. Ma quando, parlando con lui, capisce che l'unica via d'uscita per lei verso una vita normale è quella di ritrattare tutto in modo da fare scarcerare i mafiosi suoi compaesani, si getta dal balcone sotto gli occhi straziati del suo fidanzato. Alla morte di Rita, la madre, che la ripudiò per quello che aveva fatto, distrusse la lapide a martellate, per poter continuare a mantenere la fermezza di quei tempi.

## Riconoscimenti
- 2009 - Roseto opera prima
  - Rosa d'oro